# Карл-Орлан (дофин Франции)
Карл-Орлан или Шарль-Орлан (фр. Charles-Orland; 11 октября 1492, Плесси-ле-Тур, Эндр и Луара — 16 декабря 1495, Амбуаз, Эндр и Луара) — первый ребенок и первый сын Карла VIII и его жены Анны Бретонской. С рождения носил титул дофина Франции.

## Биография

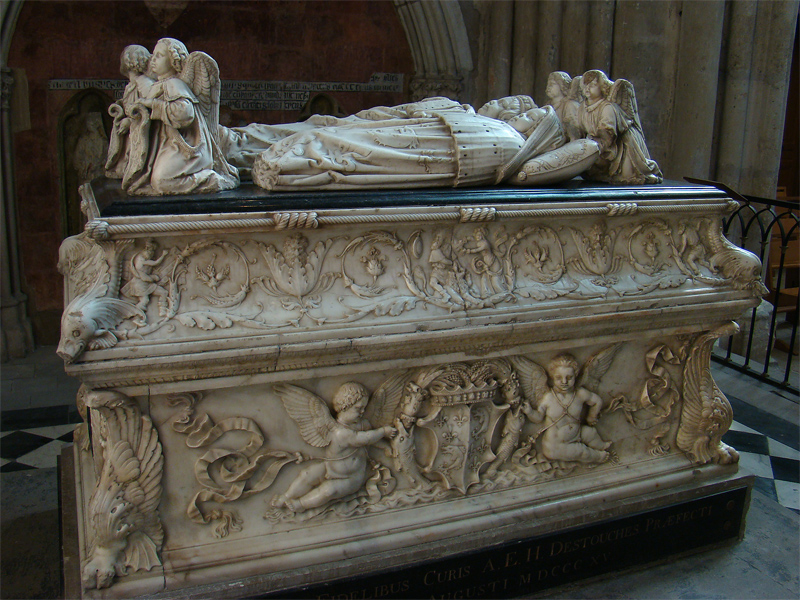
Надгробие Карла-Орлана и его брата Карла в Турском соборе

Карл-Орлан родился 11 октября 1492 года в замке Плесси-ле-Тур. Он был крещен 13 октября на второй день после рождения.
Имя Орлан (от Орландо, итальянской формы имени Роланд) было предложено отшельником и проповедником Франсуа де Полем, однако крёстные отцы, герцоги Людовик Орлеанский и Пьер II де Бурбон были против иностранного имени. В итоге было решено назвать наследника Карлом-Орланом.
Мальчик рос в замке Амбуаз. Поскольку Карл-Орлан был единственным ребенком, родившимся живым, его родители приняли ряд мер, чтобы уберечь единственного наследника престола. Так охота в лесу Амбуаз была запрещена, количество открытых ворот в замке было сокращено до четырех, на стратегических точках замка были размещены лучники, а за здоровье ребенка постоянно молились. Однако осенью 1495 года дофин заразился корью и, несмотря на усилия врачей и молитвы монахов, умер 16 декабря 1495 года в Амбуазе. Смерть сына стала ударом для его родителей. Остальные дети королевской четы также умерли во младенчестве.
Тело мальчика было захоронено в Турском соборе.